# Plaza Harvey Milk

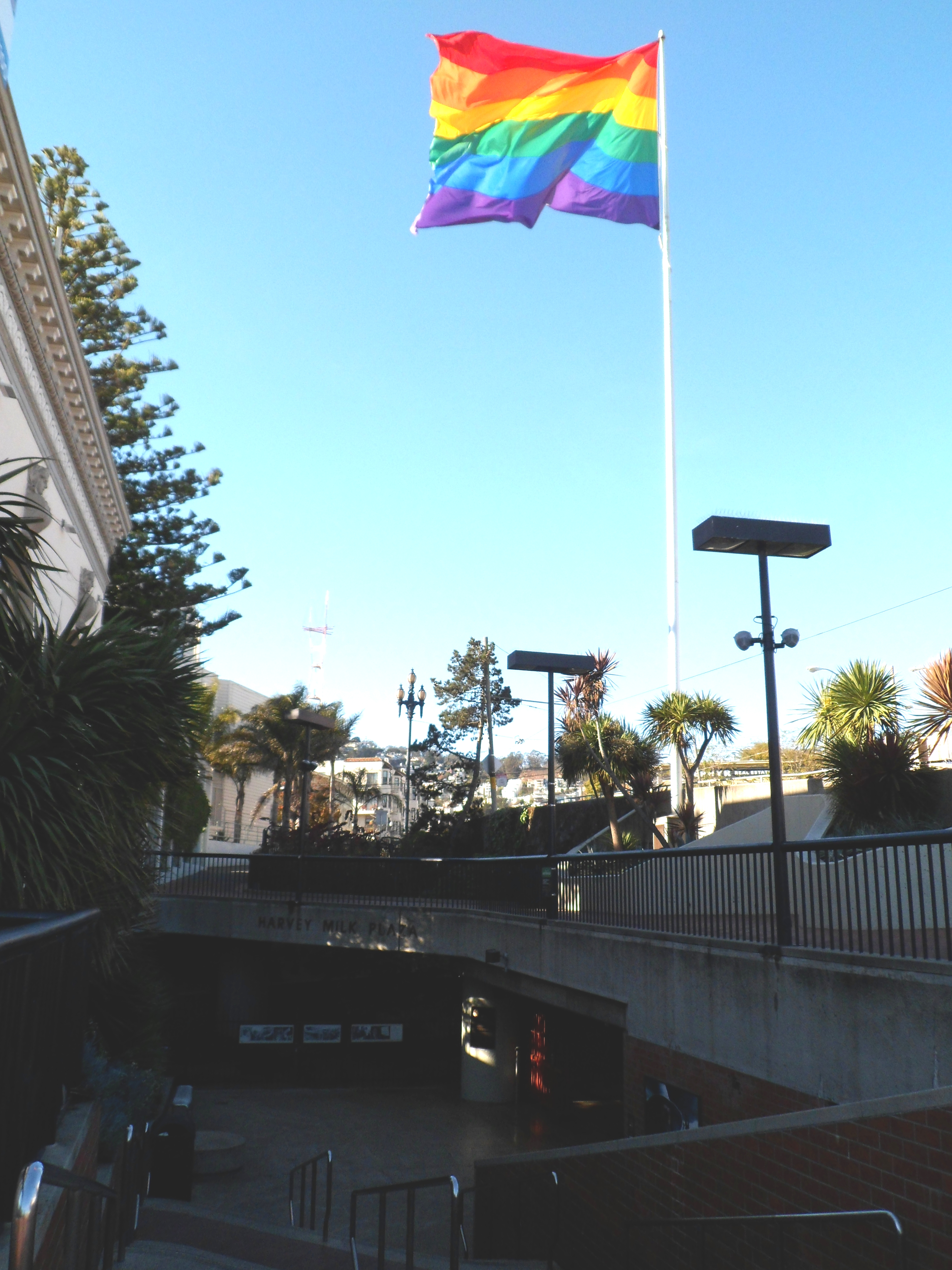
Bandera arcoíris en la plaza, 2013.

Plaza Harvey Milk (en inglés: Harvey Milk Plaza) es una plaza de tránsito en la estación Castro del Muni Metro que conmemora a Harvey Milk, en el distrito Castro de San Francisco, en el estado estadounidense de California.

## Historia

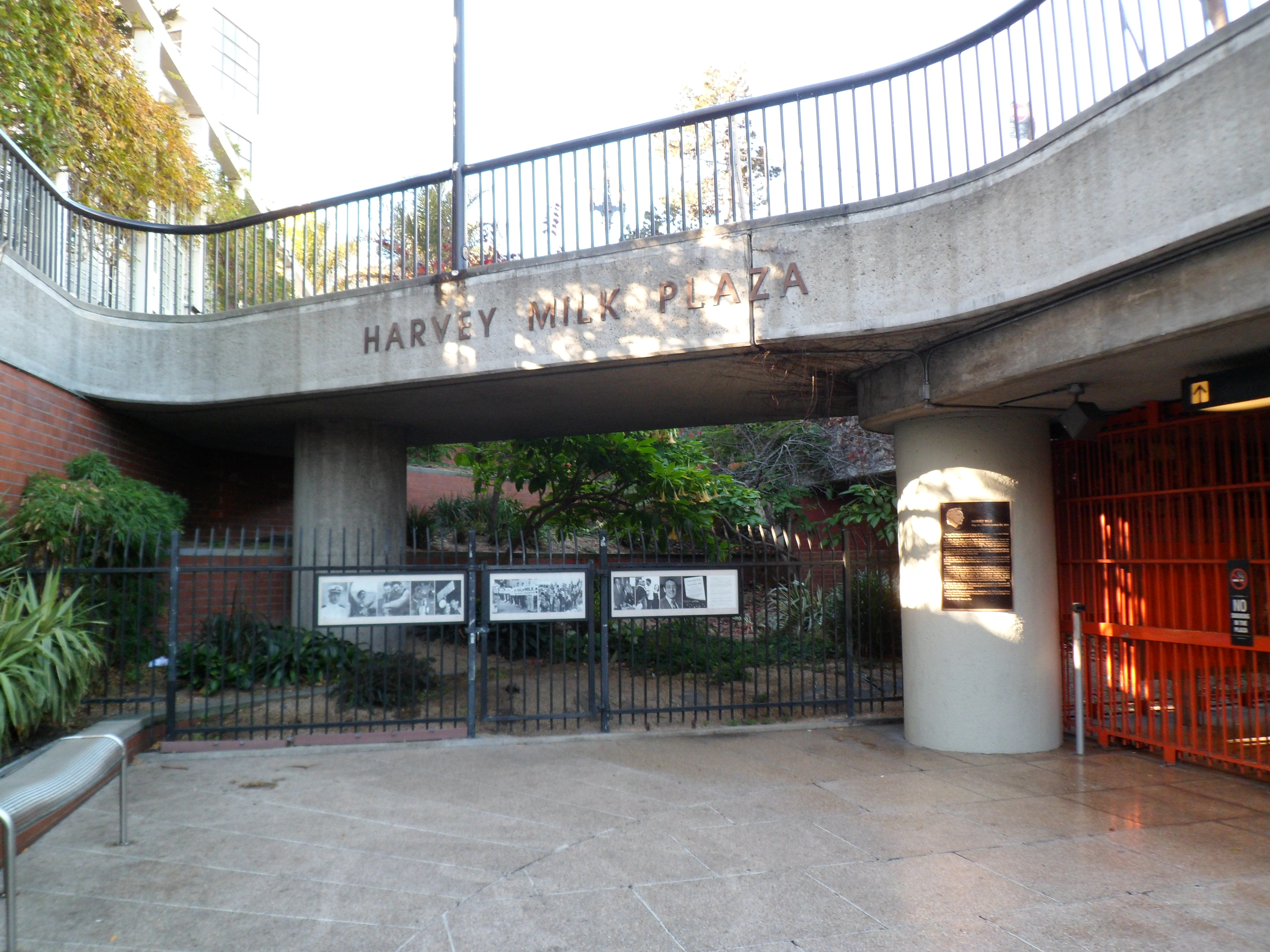
Vista de la plaza en 2013.

Harvey Milk, el homónimo del sitio, era un hombre gay que se mudó al Distrito Castro de San Francisco en 1972 y se convirtió en un querido activista de la comunidad. En 1977, Milk fue elegido miembro de la Junta de Supervisores de San Francisco para representar al Distrito 5 (hoy Distrito 8), el distrito en el que se encuentra la plaza. Once meses después, Milk fue asesinado en su oficina del Ayuntamiento de San Francisco. En respuesta, la comunidad buscó reconocer a Milk cambiando el nombre de la construcción sobre el suelo relacionada con la estación Castro del Muni Metro, que se inauguró en 1980, como "Harvey Milk Plaza". En 1985, la plaza se dedicó oficialmente a Harvey Milk; asistieron la alcaldesa Dianne Feinstein, el sucesor de Harvey Milk en la Junta de Supervisores de San Francisco, Harry Britt, y el presidente de la Junta de Supervisores, John Molinari. En 1997, para celebrar el vigésimo aniversario de la elección de Harvey Milk a la Junta de Supervisores de la ciudad, se agregó al sitio un asta de bandera dedicada a Milk y los políticos abiertamente LGBTQ+ que lo siguieron. El asta de la bandera ondea la icónica bandera arcoíris diseñada por el artista de San Francisco Gilbert Baker, que se ha convertido en un símbolo mundial para la comunidad LGBTQ+. En 2006, fotografías de varias etapas de la vida de Milk fueron instaladas en la plaza y "bendecidas" por las Hermanas de la Perpetua Indulgencia.
La estación Castro y Harvey Milk Plaza fueron diseñadas por el estudio de arquitectura Reid & Tarics Associates, mientras que Howard Grant AIA estuvo a cargo del diseño. En 2016, la Agencia de Transporte Municipal de San Francisco (SMFTA en inglés) anunció planes para un gran proyecto para aumentar la accesibilidad de la estación Castro ubicada debajo de la plaza. El anuncio condujo a la formación de «The Friends of Harvey Milk Plaza», un grupo de miembros de la comunidad que abogan por la participación de la comunidad en el esfuerzo de rediseño. En 2017, Friends of Harvey Milk Plaza y el Instituto Estadounidense de Arquitectos (AIASF) lanzaron un concurso internacional de diseño para volver a imaginar la plaza en respuesta a décadas de conversación sobre la mejora del sitio para representar mejor a Harvey Milk, quien ahora se había convertido en un reconocido icono internacional de los derechos civiles LGBT.
En 2017 se presentaron diseños para renovar la plaza. La presentación ganadora perteneció a la firma de arquitectura Perkins Eastman, quien luego produjo algunos conceptos de diseño iniciales para el proyecto.
En 2019, el proyecto de renovación de Harvey Milk Plaza obtuvo una subvención de 1 millón de dólares del estado de California destinada a "apoyar la construcción de un espacio LGBTQ en Harvey Milk Plaza". En 2021, Friends of Harvey Milk Plaza anunció la selección de la firma de arquitectura paisajista SWA para servir como el nuevo líder de diseño del proyecto.